# Letterstedtska priset för översättningar
Letterstedtska priset för översättningar, instiftat 1862, delas ut av Kungliga Vetenskapsakademien för specifika översättningar. Priset skiljer sig från andra översättarpriser genom att det ofta har belönat översättningar av rent vetenskapliga verk.

## Pristagare
- 1862 – Carl August Hagberg för hans översättningar av Shakespeare
- 1863 – C.V.A. Strandberg för hans översättningar av Byron
- 1864 – Hans Magnus Melin för översättningen av Gamla testamentet
- 1865 – Carl Anders Kullberg för översättningen av Torquato Tassos Det befriade Jerusalem
- 1866 – Fredrik August Dahlgren för översättningar av Shakespeare, Calderon och Heiberg
- 1867 – Carl Wilhelm Böttiger för hans översättningar av Dante och Tasso
- 1869 – Aron Alexanderson för översättningen av Aischylos De sju mot Thebe
- 1871 – Carl Anders Kullberg för översättningen av Ludovico Ariostos Den rasande Roland
- 1872 – Christian Lovén för översättningen av T.H. Huxleys Menniskokroppens byggnad och förutsättningar
- 1873 – Magnus Dalsjö för sina översättningar av Platon
- 1874 – Otto Wilhelm Ålund för översättning och utgivning av Uppfinningarnas bok
- 1875 – Carl Johan Tornberg för översättningen av Koranen
- 1877 – Viktor Rydberg för översättningen av Goethes Faust
- 1878 – Peter August Gödecke för översättningen av Eddan
- 1881 – Gustaf Stjernström för översättningen av William Dwight Whitneys Om språket, dess lif och utveckling
- 1885 – Fredrik Adam Smitt för översättningen av Alfred Brehms Foglarnes lif
- 1889 – Albert Ulrik Bååth för översättningarna från isländskan i samlingen Från vikingatiden
- 1890 – Alfred Nathorst för hans bearbetning av Melchior Neumayers Jordens historia
- 1893 – Edvard Lidforss för översättningen av Cervantes Don Quijote
- 1894 – Nils Fredrik Sander för hans översättningar ur Eddan
- 1895 – Alfred Jensen för hans översättningar i Ur Böhmens moderna diktning
- 1895 – Johan Bergman för hans tolkningar av Prudentius Förkristna hymner
- 1896 – Göran Björkman för hans tolkningar av spansk och portugisisk lyrik
- 1897 – Erland Lagerlöf för översättningen av Juvenalis' satirer
- 1897 – Alfred Jensen för samlingsverket Ur slavernas diktvärld
- 1898 – Fredrik Wulff för översättningen av Dantes I lifvets vår
- 1899 – Alfred Jensen för översättningen av Mickiewicz Herr Tadeusz
- 1900 – Hilding Andersson för översättningen från sanskrit av skådespelet Den lilla lervagnen
- 1901 – Anna Hamilton-Geete för hennes översättningar av engelska och amerikanska skönlitterära arbeten
- 1902 – Carl Snoilsky för hans tolkningar av Goethes lyrik
- 1902 – Ragnar Törnebladh för tolkningen av Longfellows Evangelina: en sägen från Arkadien
- 1903 – Karl August Hagberg för översättningen av Echegarays drama Den store Galeotto
- 1903 – Hjalmar Edgren för hans tolkningar av Tennysons dikter
- 1904 – Edvard Lidforss för översättningen av Dantes Den gudomliga komedin
- 1906 – Sven Casper Bring för översättningen av Dantes Den gudomliga komedin
- 1907 – Maximilian Victor Odenius för översättningen av Aulus Cornelius Celsus Åtta böcker om läkekonsten
- 1908 – Ferdinand Johansson för översättningen av Indiska sagor
- 1909 – Erland Lagerlöf för översättningen av Homeros Odysséen
- 1910 – Michaël K. Löwegren för översättningen av De hippokratiska skrifterna (första delen)
- 1912 – Bernhard Risberg för översättningen av Sofokles Antigone
- 1912 – Elias Janzon för översättningen av tredje bandet av Sextus Propertius Sexti Propertii Elegiae
- 1915 – Ellen Wester för översättningarna av Platons Gästabudet och några andra dialoger
- 1916 – Adolf Hillman för översättningen av Samuel von Pufendorfs sju böcker om Karl X Gustav
- 1917 – Axel Åkerblom för tolkningarna i Norrœna dikter 1-2
- 1918 – Karl Vilhelm Zetterstéen för översättningen av Koranen
- 1919 – Magnus Leonard Wistén för Suetonius Kejsarbiografier
- 1920 – Carl Grimberg för Svenska folkets underbara öden
- 1922 – Aron Alexanderson för översättningarna i Oidipus-sagans tragedier
- 1923 – Albert Ehrensvärd för översättningarna i Fransk medeltid och renässans
- 1924 – Johan Bergman för tolkningen av Sagan om Aeneas
- 1925 – Karl August Hagberg för översättningen av Tirso de Molinas Förföraren från Sevilla
- 1926 – Elof Hellquist för hans tolkningar av Kallimachos hymner
- 1927 – Emil Olson för översättningen av Sturlassons Norges konungasagor
- 1928 – Frans G. Bengtsson för tolkningen av John Miltons Det förlorade paradiset
- 1929 – Bernhard Risberg för tolkningen av Homeros Iliaden
- 1932 – Carl Charlier för översättningen av Isaac Newtons Naturvetenskapens matematiska principer
- 1935 – Ivar Harrie för översättningen av Racines Andromake
- 1945 – Hugo Hultenberg för hans översättningar av Winston Churchill och Stefan Zweig
- 1947 – Johannes Edfelt för lyriska tolkningar i Bomben och lyran
- 1950 – Björn Collinder för tolkningen av Kalevala
- 1952 – Bertil Malmberg för sina tolkningar av utländsk lyrik i Idealet och livet
- 1953 – Anders Österling för Nya tolkningar
- 1955 – Björn Collinder för översättningen av Beowulf
- 1957 – Henrik Sundin för översättningen av Johannes Schefferus Lappland
- 1960 – Karin Alin för översättningen av Danilo Dolcis Röster från Palermo
- 1963 – Anders Wedberg för översättningen av Ludwig Wittgensteins Tractatus logico-philosophicus
- 1965 – Eyvind Johnson för översättningar av Sartre
- 1966 – Gunnel Vallquist för översättningen av Marcel Prousts På spaning efter den tid som flytt
- 1968 – Gerhard Bendz för Latinska sentenser och citat
- 1970 – Erik Sundström för översättningen av Yasunari Kawabatas Huset med de sovande skönheterna
- 1972 – Edvard Robert Gummerus för översättningen av Andrea Giovenes Helgonen Giuliano di Sanseveros självbiografi
- 1973 – Eva Liljegren för översättningen av Heinrich Bölls Grupporträtt med dam
- 1974 – Hans Björkegren för översättningen av Aleksandr Solzjenitsyns Gulag-arkipelagen
- 1975 – C.G. Bjurström för sina under 1974 utkomna översättningar av Balzac
- 1977 – Caj Lundgren för översättningen av Saul Bellows Humbolts gåva
- 1978 – Margaretha Holmqvist för översättningen av Horst Bieneks Den första polkan
- 1979 – Thomas Warburton för översättningen av William Faulkners En legend
- 1980 – Göran Malmqvist för översättningen av Den svarta virvelvinden och hans kumpaner
- 1981 – Bertil Cavallin för översättningen av Senecas Breven till Lucilius
- 1982 – Mårten Edlund för översättningen av Isaac Bashevis Singers Jacobys hus
- 1983 – Else Lundgren för översättningen av William Goldings Det synliga mörkret
- 1984 – Gunnel Vallquist för översättningen av den avslutande sjunde delen av Prousts På spaning efter den tid som flytt
- 1985 – Eva Alexanderson för översättningen av Umberto Ecos Rosens namn
- 1986 – Lars Erik Blomqvist för översättningen av Bulgakovs Snöstorm och andra berättelser
- 1987 – Olov Jonason för översättningen av Graham Greenes Generalen: historien om en vänskap och Den tionde mannen
- 1988 – Jan Stolpe för översättningen av Michel de Montaignes Essäer
- 1989 – Bengt Jangfeldt för översättningen av Joseph Brodskys essäer i Att behaga en skugga
- 1990 – Ulla Roseen för översättningen av Juan Goytisolos Förbjudet område
- 1991 – Peter Landelius för översättningen av Julio Cortázars Hoppa hage
- 1992 – Staffan Dahl för översättningen av Dostojevskijs Onda andar
- 1993 – Paul Enoksson för översättningen av Galileis Breven om solfläckarna
- 1994 – Ulrika Wallenström för översättningen av Hans Jakob Christoffel von Grimmelshausens Courage
- 1995 – Kajsa Zaccheo för översättningen av Galileis Dialog om de två världssystemen
- 1996 – Per Erik Wahlund för översättningen av Herman Melvilles Moby Dick
- 1997 – Marianne Eyre för översättningen av António Lobo Antunes Tingens naturliga ordning
- 1998 – Sture Pyk för översättningen av Georges Perecs Livet en bruksanvisning
- 1999 – Håkan Rehnberg och Hans Ruin för översättningen av Herakleitos Fragment
- 2000 – Gabriella Oxenstierna för översättningen av Nestorskrönikan
- 2001 – Ingvar Björkeson för översättningen av Homeros Iliaden
- 2002 – Gunnar Harding för Och drog likt drömmar bort: Coleridge, Wordsworth och deras epok
- 2003 – Jens Nordenhök för översättningen av Cervantes Don Quijote
- 2005 – Ola Wikander för Kanaaneiska myter och legender
- 2006 – Jim Jakobsson för översättningen av Husserls Idéer till en ren fenomenologi och fenomenologisk filosofi
- 2007 – Stig Strömholm för översättningen av  hertigen av Saint-Simons Minnen från Ludvig XIV:s hov 1691–1723
- 2008 – Göran Malmqvist för översättningen av Cao Naiqians När mörkret faller trängtar mitt hjärta till dig
- 2009 – Ulla Roseen för översättningen av Tolstojs Anna Karenina
- 2010 – Lars W Freij för översättningen av Freuds Samhälle och religion
- 2011 – Pär Bergman för översättningen av Cao Xueqins Drömmar om röda gemak
- 2012 – Anders Bodegård för översättningen av Adam Zagajewskis Antenner i regn
- 2014 – Maria Ortman för översättningen av Péter Nádas Parallella historier. Frihetens andning
- 2015 – Sven-Tage Teodorsson för översättningen av Plutarchos Kärlek och vänskap
- 2016 – Inger Johansson för översättningen av Mircea Cartarescus Levanten-Österlandet
- 2017 – Ulf Peter Hallberg för översättningen av William Shakespeare, Det blodiga parlamentet, Fyra tragedier  samt Komiska förväxlingar, Fyra komedier
- 2018 – Charlotta Weigelt, för översättningen av Aristoteles Fysik
- 2019 – Rose-Marie Nielsen, för översättningen av Alice Munros Kvinnors liv[1]
- 2020 – Arne Melberg för hans översättning av Robert Burtons Melankolins anatomi
- 2021 – Malte Persson för hans översättningar av Rainer Maria Rilkes dikter
- 2022 – Martin Gustafsson och Lars Hertzberg för deras översättning av Ludwig Wittgensteins Filosofiska undersökningar
- 2023 – Axel Englund för hans översättning av Stéphane Mallarmés dikter
- 2024 – Jan Henrik Swahn för hans översättning av Olga Tokarczuks Empusion